# Netresk
Netresk (znanstveno ime Sempervivum tectorum) je trajna zelika z mesnatimi, koničastimi listi. Poleti zraste 10 do 30 cm visoko cvetno steblo z luskastimi listi, ki ne dišijo ter so travnatega, nekoliko trpkega in kiselkastega okusa. Cvetovi so v pakobulastem socvetju, so zvezdasti in rožnati, pri nekaterih oblikah pa tudi rdeče vijoličasti. Cveti julija in avgusta.
Netresek je prvotno rasel po skalovju v južni Evropi, danes pa je razširjen po vsej celini. Najdemo ga v kmečkih in drugih vrtovih ter sem ter tja na slamnatih, redkeje pa tudi opečnatih strehah kmečkih poslopij. Rastlina je zelo skromna.
Ljudska imena: divji bob, glušec, homulica, možek, možic, nadstorek, nastran, natrsk, natresek, natrst, perinovo cvetje, strešnik, trdovnik, trsk, uheljnik, uhovnik, ušesnik, žvanikelj ...

### Zdravilnost
Zdravilni deli rastline so listi, iz katerih iztisnemo sveži sok.
Ta zdravilna rastlina sicer ni omenjena v lekarniških knjigah, vendar je v starem in srednjem veku uživala velik ugled, čeprav jo je razen podeželskega prebivalstva uporabljal le malokdo. Šele moderna homeopatija se je zavzela za netresk in zato je postal bolj znan in cenjen.
Uporaba je skoraj izključno samo zunanja. Sočne sveže liste zmečkjo ali pa uporabljajo samo čisti sok, ki se polaga na rane, vnetja, čire, opekline, in tudi na boleča protinska mesta kot sredstvo, ki hladi in vleče skupaj.

### Uporaba
V ljudskem zdravilstvu je uporaba netreska zelo mnogostranska. Velja za zanesljivo zdravilo proti piku žuželk, griži in črevesnim zajedavcem. Pomaga pri zbadanju in bolečinah v vranici, opeklinah, krvavečih ranah in kislinskih razjedah. Sveži netreskov sok se uporablja za blaženje bolečin v ušesih, odpravlja pa tudi sončne pege in kurja očesa.